# ゴルフ夜明け前
『ゴルフ夜明け前』（ゴルフよあけまえ）は、桂三枝（現・六代桂文枝）作の創作落語。
1983年に文化庁芸術祭大賞を受賞した。1987年12月5日には、東宝より映画化もされた。
2010年には、これをアレンジした『野球の夜明け』が発表されている。
2017年に開催された桂文枝芸能生活50周年記念公演「ファイナル ステージ～またここから始まる～」において、リニューアル版が披露された。

## あらすじ（主に映画より）
時は慶応2年（1866年）、倒幕派の薩摩・長州と佐幕派の新選組とが血で血を洗う抗争を繰り返し、混迷を深める幕末。ふとしたことから「西洋では物事を議論するとき、『こるふ（ゴルフ）』というスポーツで親交を深めるものだ」と耳にした“新しい物好き”の坂本龍馬は、早速薩長出資のゴルフ場を山城（京都郊外）に建設、新選組局長・近藤勇（警護の沖田総司と共に）を誘い出して「こるふ」対決をすることになる。

## 解説
陽気で人懐っこくどこかトボけた坂本と、どこまでも大真面目で剛毅な近藤。本来ならば刀を交えるはずの2人が共にゴルフを楽しみ、互いの心に根ざす熱い意気を確かめ合う内容である。「こるふ」初心者で失敗ばかりの近藤に坂本が親切に指導しながら、両者は政局を議論する。
しかし、映画は興行成績が良くなかったのか、同時上映された映画『「さよなら」の女たち』より早めに上映を終了している。タイトルそれ自体や、出演者のほとんどが吉本興業所属のお笑い芸人であることから想像がつく通り「全編ギャグ」といった感じの娯楽映画である。ただし、坂本や近藤をはじめ当時の状況を細かく考察した上で設定が構築されており、また、三枝が標準語で役を演じたこともあって、評価は決して低くない。
なお、映画に出演した明石家さんまは、当時出演していたフジテレビのバラエティ番組『オレたちひょうきん族』で、ビートたけしから「いやいや出たんだろ?顔に書いてあったぞ」と指摘されたが、さんまは慌てて「何言うとんねん!めちゃめちゃ出たかったわ」と言い訳した。

## 映画

### 配役
- 坂本龍馬：渡瀬恒彦
- おりょう：高橋惠子
- 桂小五郎：島田紳助
- 天王寺屋善平：太平シロー（後の大平シロー）
- 松田亮斉：桂文珍
- 藤吉＝龍馬の下僕：オール阪神
- 刺客＝龍馬暗殺犯：オール巨人
- 土方歳三：西川のりお
- 沖田総司：橋爪淳
- 陸奥陽之助：佐藤B作
- 後藤象二郎：岸部一徳
- 岩崎弥太郎：田中隆三
- 三吉慎蔵：阿藤海（後の阿藤快）
- 中岡慎太郎：武野功雄
- 佐藤籐右衛門：常田富士男
- 海真和尚：なべおさみ
- 写真師：明石家さんま
- 西郷隆盛：西川きよし
- 近藤勇：桂三枝

### スタッフ
- 製作：富山省吾
- プロデューサー：木村政雄
- 原作：桂三枝
- 脚本：佐々木守
- 音楽：渡辺俊幸
- 撮影：山田健一
- 照明：望月英樹
- 美術：竹中和雄
- 録音：大羽正浩
- 編集：黒岩義民
- チーフ助監督：西川常三郎
- 製作担当者：徳増俊郎
- プロデューサ補佐：河野由美子、武田良子
- スチール：中尾孝
- 協力：全日空、Lake Forest Resort
- 監督：松林宗恵
- 製作協力：吉本興業
- 製作：東宝映画

### 同時上映
『「さよなら」の女たち』
- 主演：斉藤由貴
- 監督：大森一樹

### ビデオ
- 『ゴルフ夜明け前』（1987年、VHS、東宝（レンタル用ビデオ））

## 出版物など

### 書籍
※特記無い限り、桂三枝（著）の創作落語のもの。
- 『ゴルフ夜明け前』（1987年、サンケイ出版）ISBN 4383026001
- 『桂三枝の傑作落語大全集<2>ゴルフ夜明け前』（1989年、角川文庫）ISBN 4041735025

### CD
- 『桂三枝大全集〜創作落語125撰〜第1集「ゴルフ夜明け前」「ロボ・G」』（2001年、キングレコード）